# Corbi
Corbi là một xã thuộc hạt Argeș, România. Dân số thời điểm năm 2002 là 4438 người.